# JR五位堂駅
JR五位堂駅（ジェイアールごいどうえき）は、奈良県香芝市五位堂六丁目にある、西日本旅客鉄道（JR西日本）和歌山線の駅である。

## 概要
元々は、駅間距離が比較的長い香芝駅 - 高田駅間 (4.9km) の中間付近に行き違い施設を設けるために五位堂信号場として開業した。地元住民から初めて新駅設置の要望が出されたのは1968年のことであり、香芝市が駅設置の負担金として2億円あまり（周辺整備費用を含めると5億円あまり）の予算を計上し、2004年に旅客駅に格上げされた。
駅名の由来は、香芝市から五位堂の地名を生かした駅名とするように要望があり、近鉄大阪線の五位堂駅と区別するため、JRを冠している。

## 歴史
- 1940年（昭和15年）2月8日：鉄道省和歌山線の五位堂信号場として開設[5]。
- 1949年（昭和24年）7月15日：五位堂信号場が廃止[5]。
- 1955年（昭和30年）12月27日：五位堂信号場を再び設置[5]。
- 1987年（昭和62年）4月1日：国鉄分割民営化により、西日本旅客鉄道（JR西日本）に承継[2][5]。
- 2004年（平成16年）3月13日：旅客駅としてJR五位堂駅が開業[2]。
- 2023年（令和5年）9月30日：みどりの窓口の営業を終了[6]。

## 駅構造
相対式ホーム2面2線を有する、交換設備を備えた地上駅。駅本屋側ホームに王寺方面、跨線橋を渡った反対側のホームに高田方面への列車が停車する。
王寺駅が管理し、JR西日本交通サービスが駅業務を受託する業務委託駅である。ICカード乗車券「ICOCA」を利用でき（相互利用可能ICカードはICOCAの項を参照）、王寺方面行きのホームにのみ自動券売機および簡易式の自動改札機が設置されている。

### のりば
| のりば | 路線     | 方向 | 行先                     |
| ------ | -------- | ---- | ------------------------ |
| 1      | 和歌山線 | 上り | 王寺・天王寺・JR難波方面 |
| 2      | 和歌山線 | 下り | 高田・桜井・五条方面     |

## 利用状況
JR西日本の移動等円滑化取組報告書によれば、2023年（令和5年）度の1日平均乗降人員は1,436人である。
「奈良県統計年鑑」によると各年度の1日平均乗車人員は以下の通り。
| 年度   | 1日平均 乗車人員 | 出典   |
| ------ | ---------------- | ------ |
| 2003年 | 445              |        |
| 2004年 | 536              |        |
| 2005年 | 648              | [ 10 ] |
| 2006年 | 679              | [ 11 ] |
| 2007年 | 680              | [ 12 ] |
| 2008年 | 719              | [ 13 ] |
| 2009年 | 739              | [ 14 ] |
| 2010年 | 760              | [ 15 ] |
| 2011年 | 761              | [ 16 ] |
| 2012年 | 747              | [ 17 ] |
| 2013年 | 724              |        |
| 2014年 | 722              |        |
| 2015年 | 742              |        |
| 2016年 | 763              |        |
| 2017年 | 784              |        |
| 2018年 | 788              |        |
| 2019年 | 757              |        |
| 2020年 | 623              |        |

## 駅周辺
駅周囲は畑が多く、工場が点在する。
- 近畿日本鉄道 五位堂駅 - 約1 km
- 近畿日本鉄道 五位堂検修車庫
- 日本郵便 香芝五位堂郵便局

## バス路線
香芝市デマンド交通
市内約280か所に設定された乗降場所（官庁関連施設・銀行・郵便局・商業施設・医療施設・駅など）のほか、利用登録者の自宅にも直接向かう。
利用登録済の香芝市民のみ乗車可能。土曜・休日運休。
香芝市コミュニティバス
- 鎌田ルート：総合福祉センター
  - 香芝五位堂郵便局西方の交差点（当駅から北西に800メートル）付近に五位堂停留所が設置されている。
  - 木曜と一部の祝日および年末年始（12月27日から翌年1月4日）を除き、1日5便が運行されている。

大和高田市コミュニティバス きぼう号
- 西部線：市民交流センター
  - 当駅から南東に700メートルの大樹会（老人福祉施設）付近に、出屋敷停留所が設置されている。
  - 第一・第三月曜を除き、1日3往復が運行されている。

## その他
当駅ではカメがポイントに挟まって不転換を起こす事例がJR西日本管内で最多となるほど頻発しており、原因を同社と須磨海浜水族園とで調査した結果、付近の踏切からレールの間に入り込んだカメがポイントまで移動した結果挟まっていることが判明し、対策としてポイント手前にU字溝を埋設してここからカメを線路下に落とすようにしたことでこの事象は発生しなくなったという。

## 隣の駅
西日本旅客鉄道（JR西日本）
 和歌山線
■快速（大和路線直通）・■普通
香芝駅 - JR五位堂駅 - 高田駅